# Fredrik Rothoff
Fredrik Rothoff, född 18 september 1697 på Isaacsbo i Grytnäs socken, död 1762 på Spånga i Eskilstuna, var en svensk häradsfogde och brukspatron.

## Biografi
Fredrik Rothoff var son till bergsfogden i Öster-Bergslagen Leonard Rothoff, en ättling till Isak Rothovius, och Anna Catharina Behm som var Bureättling. Hans ena bror, Lorens, adlades Ridderhof. Han började sin studier i Västerås, för att sedan bli lärling till landsbokhållare hos sin styvmors bror Elof Skragge. Därefter hade han olika tjänster som bruksskrivare och bokhållare (vid Horndals bruk 1714, Grönsinka bruk 1717) tills han 1721 blev häradsfogde i Näsgårds län.
År 1740 köpte han Carl Gustafs Stads järnverk av den polska grevinnan Anna Wojnarowska, 1748 Östra Silfbergs gruva (tillsammans med Adolph Christiernin), blev sedan också ägare av silververket i Segerfors, kopparverket i Bäsinge och Rosshyttan.
I hans första äktenskap, med Elisabeth Carlbom, föddes bland annat Isak Rothoff som blev far till Birger Fredrik Rothoff. I hans andra äktenskap, med Catharina Schultze, föddes tolv barn, däribland Johan Rothoff som blev brukspatron på Västanå bruk i Viksjö socken.
Rothoffsparken i Eskilstuna är uppkallad efter Fredrik Rothoff. Den var under hans levnad en park vid hans bostad.